# Křída (hornina)

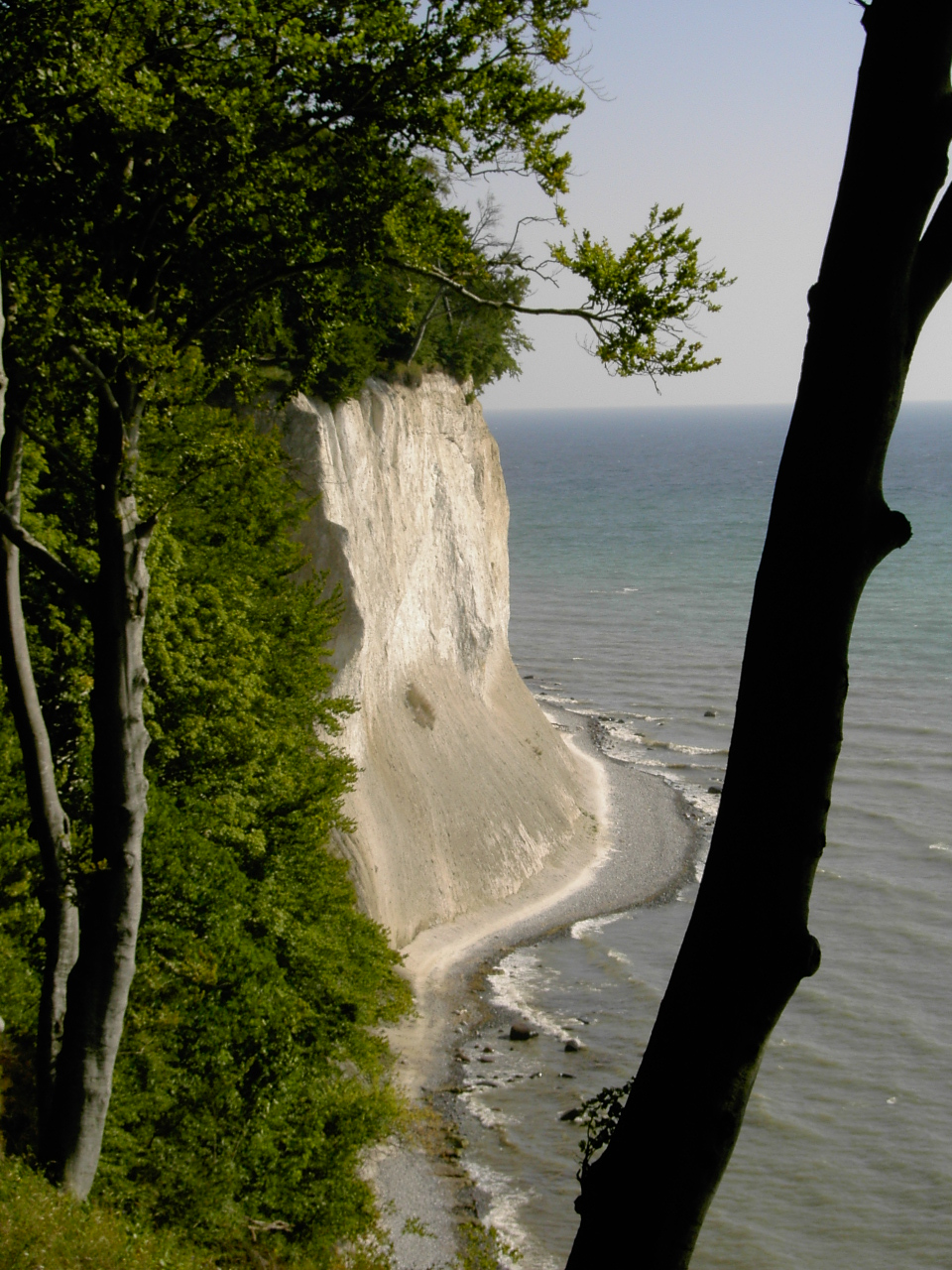
Křídový útes na Rujáně

Křída je usazená hornina, drobivý, pórovitý a slabě zpevněný ekvivalent vápence, vyznačující se vysokým stupněm čistoty, s obsahem uhličitanu vápenatého až nad 90 %.

## Vznik

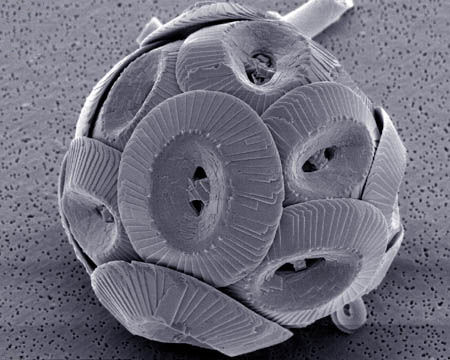
Mikrofotografie schránky řasy Coccolithus pelagicus, tvořené diskovitými kokolity

Křída vzniká rozpadem schránek mořských mikroorganismů. Nejčastěji jde o planktonické foraminifery a hlavně kokolity (schránky řas řádu Coccolithophoridaea) ale i jiné organické zbytky. Tyto organismy měly původně kalcitovou (ne aragonitovou) schránku. Protože je kalcit stabilní a nepodléhá v běžných povrchových podmínkách přeměnám, nedošlo k její výraznější diagenetické přeměně a v důsledku platformního režimu nebyla litifikována na vápenec.
Nejznámější souvrství křídy vznikala v druhohorách a nejmladší období této geochronologické jednotky je po nich i pojmenováno – křída. Usazování křídy pokračovalo i do spodního paleogénu. Souvrství vznikala většinou v poměrně mělkých (epikontinentálních) mořích, v hloubkách do 300 m. Místy křída postupně přechází do pískovců, které tvořily okraje pánví. Hornina podobného složení se může vysrážet i v jezerech, ta je označována jako jezerní křída.
V křídách se běžně nacházejí rohovce a pazourky. Jde o tmavé zaoblené útvary nepravidelného tvaru, které vznikaly vyluhováním SiO2 hmot v hornině kyselinou křemičitou a zpětným vysrážením těchto roztoků na jiných místech, často okolo jehlic zkamenělých ježovek. Může též obsahovat vyluhovaný pyrit a další minerály. Někdy se v křídě nachází i příměs glaukonitu, který ji může zabarvit do zelena.

## Vlastnosti
Křída je nezpevněná hornina bílé nebo světle šedé barvy. V porovnání s jíly, se kterými se často vyskytuje, je více odolná vůči sesouvání a může proto vytvářet strmé útesy. Křída je značně pórovitá, a může proto zadržovat poměrně velký objem podzemní vody, může tedy být přirozeným zdrojem pitné vody. Pórovitost křídy má význam i při vyhledávaní ložisek ropy, protože v jejích pórech se mohou hromadit i kapalné uhlovodíky, jejichž směsí je i ropa.

## Využití
Křída se těží od pravěku pro rozličné účely. Používá se k neutralizaci kyselých půd, jako plnidlo v chemickém a farmaceutickém průmyslu. Využívá se také k výrobě křídy jako psací potřeby (dnes je však převážná část křídy na tabuli vyráběna ze sádrovce) nebo k výrobě lešticích prášků.

## Výskyt

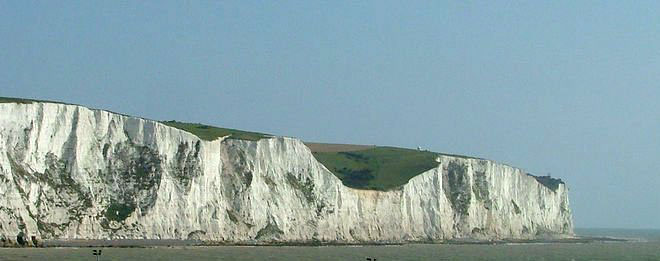
Bílé křídové útesy u anglického Doveru

Křída se vyskytuje hlavně v slabě zpevněných nebo nezpevněných souborech uhličitanů. Ty se nacházejí v platformních oblastech západní Evropy, kde se usazovaly hlavně ve svrchní křídě a místy i v spodním paleogénu.
Křída je známa zejména z hornin svrchní křídy Britských ostrovů, severní Francie ale i Belgie, Holandska, Dánska (Møns Klint). Křídové útesy tvoří pobřeží průlivu La Manche, na německé Rujáně i jinde.